# Weiße Frau (Erzgebirge)

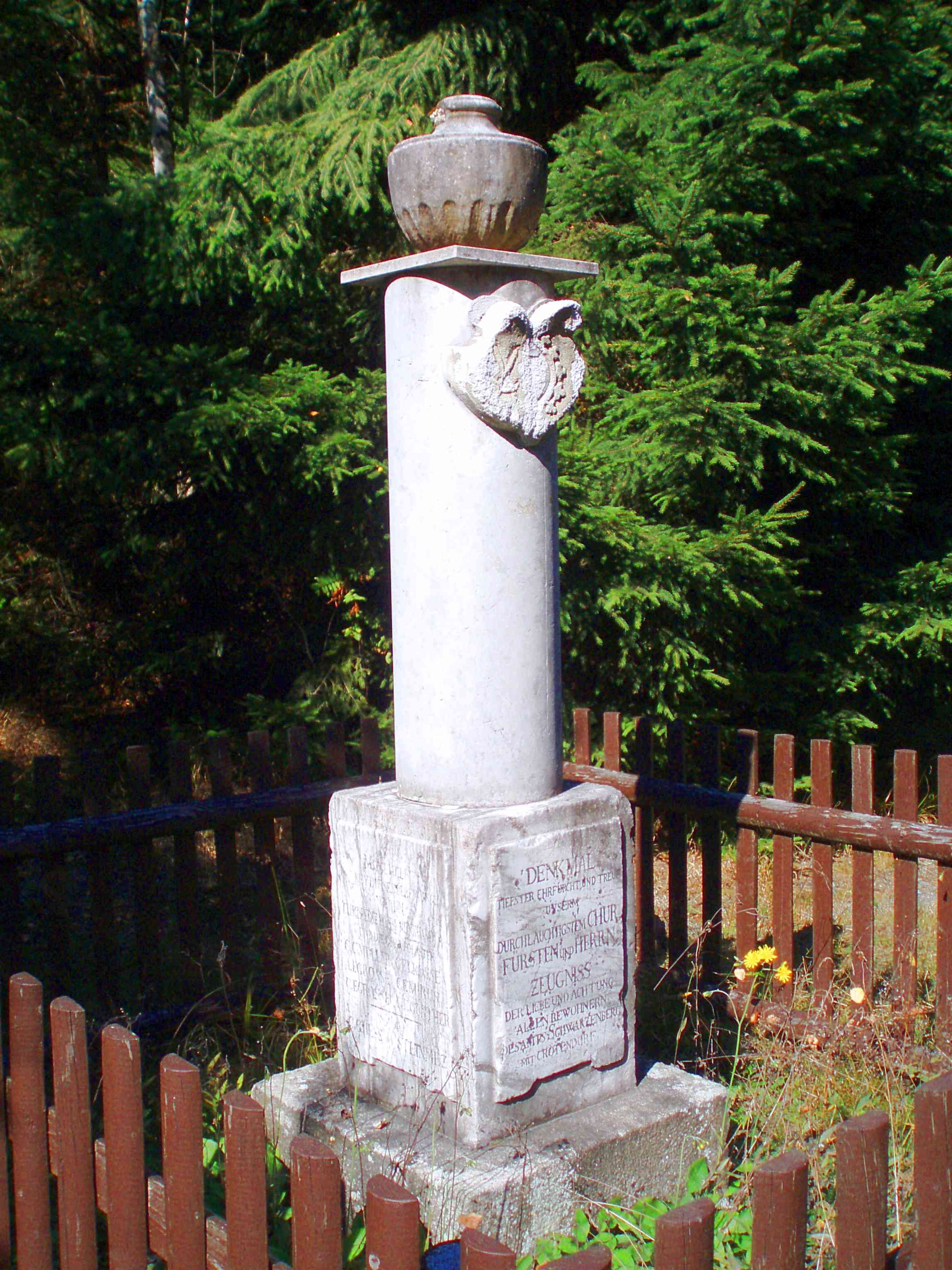
Weiße Frau (Zustand 2006)

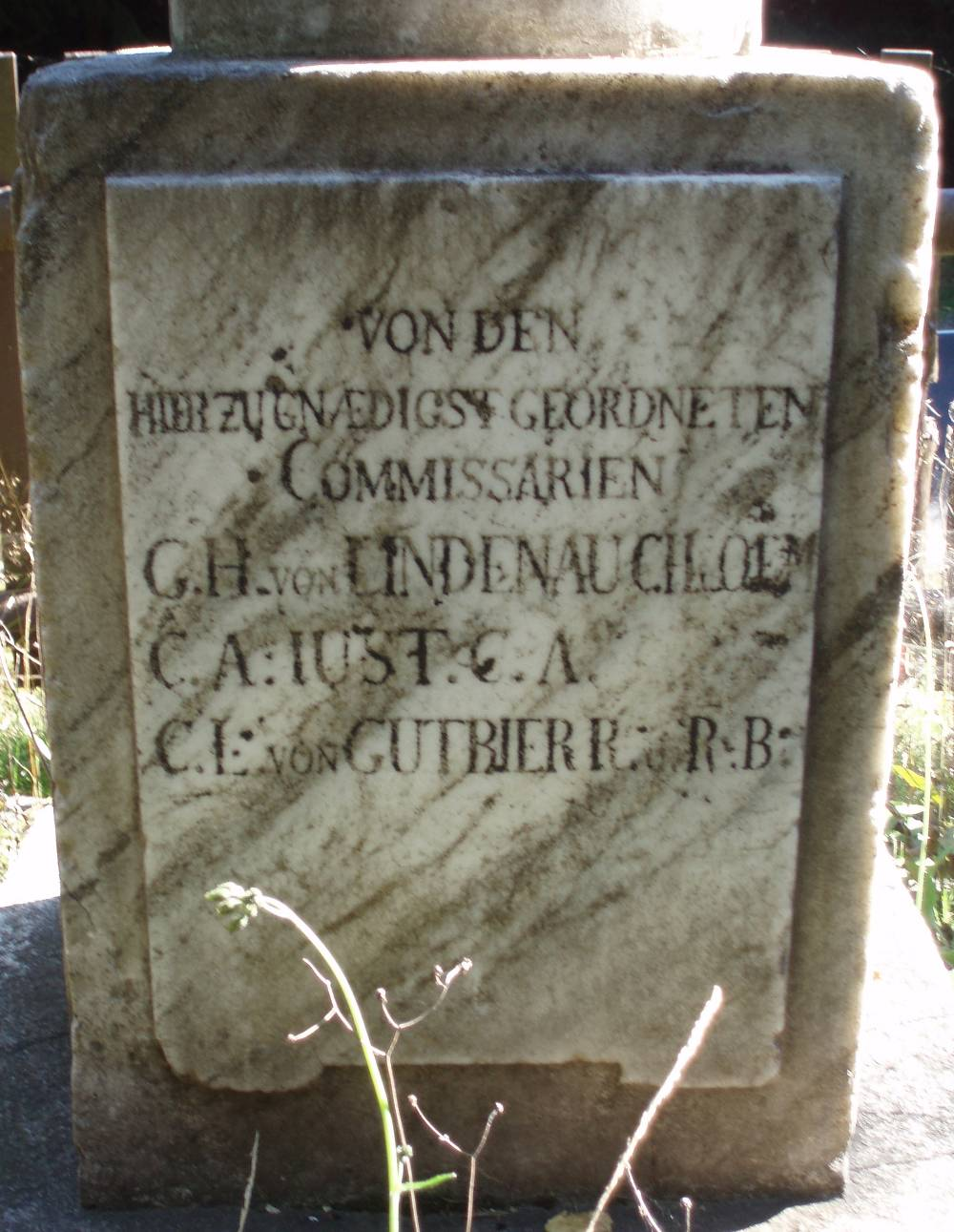
Detail der Weißen Frau

Als Weiße Frau wird der letzte Grenzstein der Vermessung und Berainung der kurfürstlichen Wälder im Amt Schwarzenberg im Erzgebirge bezeichnet.

## Geschichte
In den Jahren von 1786 bis 1794 wurde eine umfangreiche Neuvermessung der kurfürstlichen Forstgebiete im oberen Erzgebirge vorgenommen, in deren Ergebnis zahlreiche Rain- und Grenzsteine mit fortlaufenden Nummern und den kursächsischen Schwertern an den Waldrainen gesetzt wurden, von denen heute noch zahlreiche Exemplare vorhanden sind. Einige hundert Meter östlich der Hohen Henne (674 m ü. NHN) bei Schwarzenberg, an der Straße nach Jägerhaus wurde der letzte Grenzstein in künstlerischer Ausfertigung errichtet. Dazu fand nicht der sonst übliche Granit, sondern Marmor aus Crottendorf Verwendung.
Als Inschriften werden auf allen vier Seiten die Namen der Beteiligten genannt, darunter auch der Oberforstmeister Gottlob Heinrich von Lindenau.
Aufgrund des hellen Aussehens des Steines rankte sich schon bald im Volksmund die Sage von einer weißen Frau um diesen Stein, die von ihrem Ehemann verlassen wurde und an dieser Stelle zur Mitternachtsstunde auf seine Heimkehr warte.
Nach 2006 wurde das kurfürstliche Wappen abgeschlagen.